# Resolució 980 del Consell de Seguretat de les Nacions Unides
La Resolució 980 del Consell de Seguretat de les Nacions Unides, adoptada sense votació el 22 de març de 1995, observant amb pesar la renúncia del jutge de la Cort Internacional de Justícia Robert Yewdall Jennings que faria efecte el 10 de juliol de 1995, el Consell va decidir que en concordança a l'Estatut de la Cort les eleccions per omplir la vacant s'efectuarien el 12 de juliol de 1995 en una sessió del Consell de Seguretat i durant la XXXIXIX sessió de l'Assemblea General.
Jennings, un jurista britànic, va ser membre de la Cort des de 1982 i el seu president entre 1991 i 1994.